# Хмельовщизна
Хмельовщизна (пол. Chmielowszczyzna) — село в Польщі, у гміні Шудзялово Сокульського повіту Підляського воєводства.
Населення — 40 осіб (2011).
У 1975-1998 роках село належало до Білостоцького воєводства.

## Демографія
Демографічна структура станом на 31 березня 2011 року:
|          | Загалом | Допрацездатний вік | Працездатний вік | Постпрацездатний вік |
| -------- | ------- | ------------------ | ---------------- | -------------------- |
| Чоловіки | 19      | 4                  | 12               | 3                    |
| Жінки    | 21      | 3                  | 6                | 12                   |
| Разом    | 40      | 7                  | 18               | 15                   |